# Drugi rząd Władysława Sikorskiego
Drugi rząd Władysława Sikorskiego – pierwszy rząd na uchodźstwie. Gabinet pod kierownictwem Władysława Sikorskiego, powołany przez prezydenta Władysława Raczkiewicza w dniu 30 września 1939 r. w Paryżu i urzędujący do 18 lipca 1940 r. Pierwsze posiedzenie Rady Ministrów odbyło się w dniu jej powołania, w Paryżu.
W dniu 18 lipca 1940 r. Prezydent RP zwolnił gen. Sikorskiego z funkcji Prezesa Rady Ministrów i powołał na to stanowisko Augusta Zaleskiego. W tym samym dniu delegacja oficerów przekonywała desygnowanego premiera, aby zrzekł się misji tworzenia rządu, Zaleski nie został zaprzysiężony, nie sformował również rządu.

## Druga Rada Ministrów Władysława Sikorskiego (1939–1940)
| Funkcja                         | Nazwisko                  | Nazwisko                         | Czas pełnienia funkcji    | Czas pełnienia funkcji | Lata życia |
| Funkcja                         | Nazwisko                  | Nazwisko                         | Od                        | Do                     | Lata życia |
| ------------------------------- | ------------------------- | -------------------------------- | ------------------------- | ---------------------- | ---------- |
| Prezes Rady Ministrów           |                           | Władysław Sikorski               | 30 września 1939(dts)     | 20 lipca 1940(dts)     | 1881–1943  |
| Minister spraw wojskowych       | 30 września 1939(dts)     | Władysław Sikorski               | 20 lipca 1940(dts)        |                        | 1881–1943  |
| Minister sprawiedliwości        | 16 października 1939(dts) | Władysław Sikorski               | 20 lipca 1940(dts)        |                        | 1881–1943  |
| Zastępca Prezesa Rady Ministrów |                           | Stanisław Stroński (SN)          | 30 września 1939(dts)     | 20 lipca 1940(dts)     | 1882–1955  |
| Minister                        | 30 września 1939(dts)     | Stanisław Stroński (SN)          | 20 lipca 1940(dts)        |                        | 1882–1955  |
| Minister skarbu                 |                           | Adam Koc                         | 30 września 1939(dts)     | 9 grudnia 1939(dts)    | 1891–1969  |
| Minister przemysłu i handlu     | 9 października 1939(dts)  | Adam Koc                         | 9 grudnia 1939(dts)       |                        | 1891–1969  |
| Minister spraw zagranicznych    | August Zaleski            | 30 września 1939(dts)            | 20 lipca 1940(dts)        | 1883–1972              |            |
| Minister opieki społecznej      |                           | Jan Stańczyk (PPS)               | 2 października 1939(dts)  | 20 lipca 1940(dts)     | 1886–1953  |
| Minister                        |                           | Józef Haller von Hallenburg (SP) | 3 października 1939(dts)  | 20 lipca 1940(dts)     | 1873–1960  |
| Minister                        |                           | Aleksander Ładoś (SL)            | 3 października 1939(dts)  | 7 grudnia 1939(dts)    | 1891–1963  |
| Minister                        |                           | Marian Seyda (SN)                | 16 października 1939(dts) | 20 lipca 1940(dts)     | 1879–1967  |
| Minister                        |                           | Kazimierz Sosnkowski             | 16 października 1939(dts) | 20 lipca 1940(dts)     | 1885–1969  |
| Minister                        |                           | Stanisław Kot (SL)               | 7 grudnia 1939(dts)       | 20 lipca 1940(dts)     | 1885–1975  |
| Minister przemysłu i handlu     |                           | Henryk Strasburger               | 9 grudnia 1939(dts)       | 20 lipca 1940(dts)     | 1887–1951  |
| Minister skarbu                 | 9 grudnia 1939(dts)       | Henryk Strasburger               | 20 lipca 1940(dts)        |                        | 1887–1951  |

## W dniu zaprzysiężenia 30 września 1939
- Władysław Sikorski – prezes Rady Ministrów, minister spraw wojskowych
- Stanisław Stroński (SN) – zastępca prezesa Rady Ministrów, minister
- Adam Koc – minister skarbu
- August Zaleski – minister spraw zagranicznych

## Zmiany w składzie Rady Ministrów
- 2 października 1939
  - Powołanie:
    - Jana Stańczyka na urząd ministra opieki społecznej.
- 3 października 1939
  - Powołanie:
    - Józefa Hallera von Hallenburg na urząd ministra.
    - Aleksandra Ładosia na urząd ministra.
- 9 października 1939
  - Powołanie:
    - Adama Koca na urząd ministra przemysłu i handlu.
- 16 października 1939
  - Powołanie:
    - Mariana Seydy na urząd ministra.
    - Władysława Sikorskiego na urząd ministra sprawiedliwości.
    - Kazimierza Sosnkowskiego na urząd ministra.
- 7 grudnia 1939
  - Odwołanie:
    - Aleksandra Ładosia z urzędu ministra (powołany na ten urząd 3 października 1939).

  - Powołanie:
    - Stanisława Kota na urząd ministra.
- 9 grudnia 1939
  - Odwołanie:
    - Adama Koca z urzędów ministra przemysłu i handlu (powołany na ten urząd 9 października 1939) oraz ministra skarbu (powołany na ten urząd 30 września 1939).

  - Powołanie:
    - Henryka Strasburgera na urzędy ministra przemysłu i handlu oraz ministra skarbu.